# Abongdoum
Abongdoum ou Abong-Doum est un village du Cameroun situé dans la région de l'Est et dans le département du Haut Nyong. Il se trouve dans la commune de Abong-Mbang et dans le canton de Maka Bebend.

## Population
Abongdoum comptait 640 habitants lors du recensement de 2005, dont 326 hommes et 314 femmes.
En 1965, on dénombrait 466 habitants à Abongdoum.

## Infrastructures
En 1965, Abongdoum se trouvait sur la route d'Abong-Mbang à Ayos.